# Dornrücken-Gitarrenrochen
Die Dornrücken-Gitarrenrochen (Platyrhinidae) sind eine Familie der Rochen, die auf dem Kontinentalschelf an der Küste des nordwestlichen (China, Japan und Vietnam) und des nordöstlichen (Kalifornien, Mexiko) Pazifiks, sowie im nordöstlichen Indischen Ozean (Andamanensee) vorkommen. Die Fische sind träge Bodenbewohner und stellenweise häufig.

## Merkmale
Sie werden einen halben bis einen Meter lang. Ihre Körperscheibe ist rundlich oder herzförmig, der Schwanzflossenstiel ist kräftig, haiartig und etwa so lang wie die Körperscheibe. Auf der Oberseite des Schwanzflossenstiels befinden sich zwei große Rückenflossen. Der das Rostrum stützende Knorpel ist zurückgebildet. Auf dem Rücken und auf dem Schwanzflossenstiel befinden sich Reihen der namensgebenden starken Dornen, die sich aus Placoidschuppen entwickelt haben.

## Systematik
Die systematische Einordnung der Dornrücken-Gitarrenrochen war lange Zeit umstritten. Während der amerikanische Ichthyologe Joseph S. Nelson sie in seinem Standardwerk zur Fischsystematik als Unterordnung Platyrhinoidei zu den Stechrochenartigen i.w.S. (Myliobatiformes) zählt, werden sie von anderen Autoren als Unterfamilie Platyrhininae in die Familie der Geigenrochen (Rhinobatidae) gestellt. Nach neueren Untersuchungen sind sie die Schwestergruppe der vier Familien der Zitterrochenartigen (Torpediniformes) und können damit weder bei den Myliobatiformes noch bei den Rhinobatidae eingeordnet werden. Bei Fishbase und im Catalog of fishes werden sie deshalb neuerdings als fünfte Familie in die Ordnung der Zitterrochenartigen gestellt.

## Gattungen und Arten

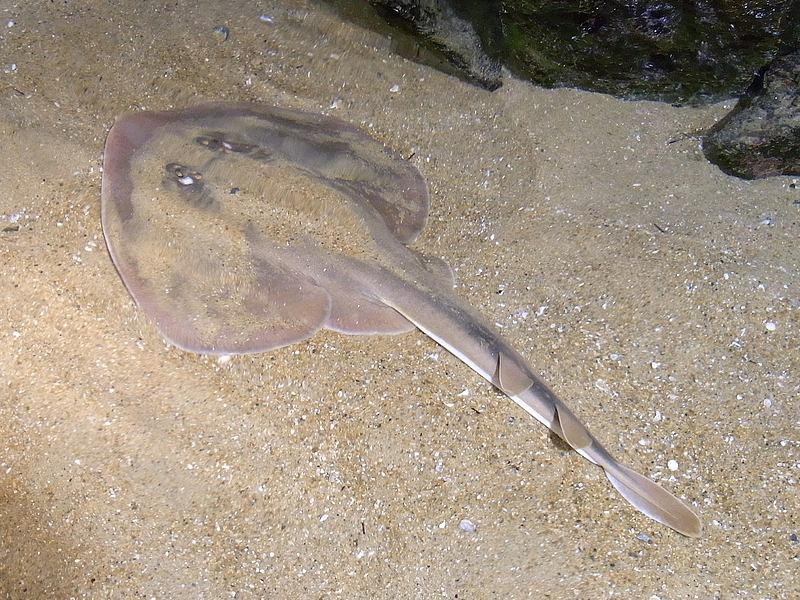
Platyrhina sinensis

Es gibt zwei Gattungen und fünf Arten:
- Platyrhina

Dornen auf Rücken und Schwanz in einer oder zwei nah zusammen stehenden Reihen angeordnet, Augenhöhlen nah beieinanderstehend, Schnauzenlänge mehr als das Doppelte des Abstands zwischen den Augenhöhlen.
- Platyrhina hyugaensis  Iwatsuki, Miyamoto & Nakaya, 2011
- Platyrhina psomadakisi White & Last, 2016
- Platyrhina sinensis (Bloch & Schneider, 1801)
- Platyrhina tangi  Iwatsuki, Zhang & Nakaya, 2011

- Platyrhinoidis

Dornen auf Rücken und Schwanz in drei weit auseinander stehenden Reihen angeordnet, Augenhöhlen weit auseinanderstehend, Schnauzenlänge kürzer als 1,5 × der Abstand zwischen den Augenhöhlen.
- Platyrhinoidis triseriata (Jordan & Gilbert, 1880)